# 李玮 (北宋)
李玮（1035年—1086年），字公炤，钱塘县（今浙江省杭州市）人，北宋书画家、驸马。

## 生平
宋仁宗母亲章懿李皇后弟弟李用和次子。宋仁宗赵祯爱其才，选为驸马都尉，娶兖国公主，累官濮州团练使、平海军节度使。李玮和母亲与公主不和，公主向皇帝申诉，李玮惶恐自劾，坐罚金。后来过了数年，还是不合，公主还宫。玮自安州观察使降建州，免除驸马都尉，知卫州。福康公主薨逝之后，宋神宗指责他虐待公主，贬为郴州团练使，遇赦之后回到东京，官至建武军节度使、检校太师。